# 格呂西巴赫河
46°45′09″N 8°02′41″E / 46.752617°N 8.044805°E

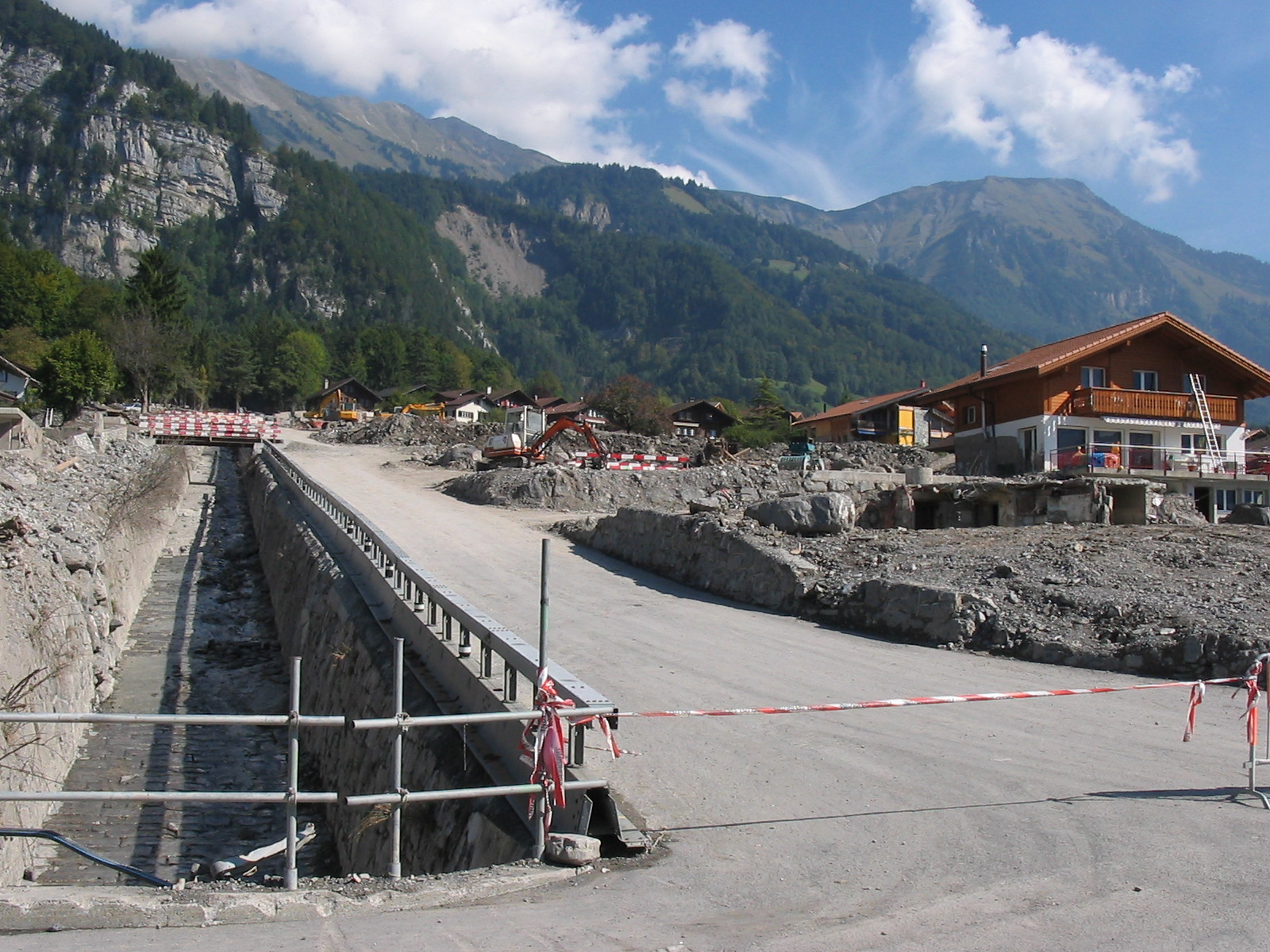

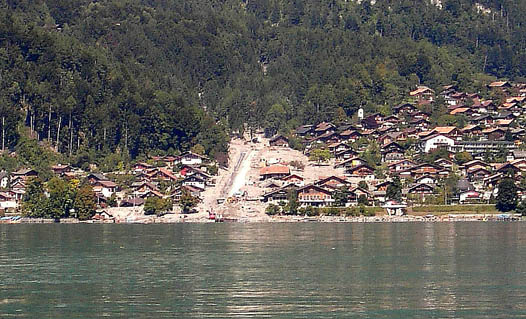

格呂西巴赫河是瑞士的河流，位於該國中西部，流經伯恩州，屬於阿勒河的支流，河道全長3公里，流域面積2平方公里，發源自布林策羅特峰。